# Baatarsürėn Šüüdėrcėcėg
Baatarsürėn Šüüdėrcėcėg (in mongolo: Баатарсүрэн Шүүдэрцэцэг), pseudonimo di Baatarsürėn Togtohbaâr (in mongolo: Баатарсүрэн Тогтохбаяр; Ulan Bator, 18 gennaio 1971), è una giornalista, scrittrice, regista e attivista per i diritti umani mongola.
Ha ricevuto numerosi premi letterari mongoli, tra cui il premio "Libro in primo piano" nel 2007 per Šürėn bugujvč (Шүрэн бугуйвч; "Bracciale di corallo") e nel 2008 per Šüüdėrcėcėg. Nel 2010 il suo romanzo  Domogt Anu hatan (Домогт Ану хатан; "La leggendaria regina Anu") ha vinto il premio come «Libro mongolo dell'anno». Nel 2012 Baatarsürėn ne ha sceneggiato, prodotto e diretto un adattamento cinematografico, noto a livello internazionale come Warrior Princess.
Oltre ad opere letterarie e cinematografiche, Baatarsürėn è nota per il suo impegno umanitario. Nel 2008 il comitato organizzatore di Amnesty International Mongolia l'ha eletta "Attivista dell'anno per i diritti umani" per i suoi contributi all'uguaglianza di genere e ai diritti umani. Fa parte del consiglio di amministrazione internazionale del Fondo per le donne mongole (MONES) ed è membro del gruppo femminile di Amnesty International. Nel 1996, mentre lavorava come reporter presso il quotidiano Ардын эрх (People’s Right), è stata nominata "Giornalista dell'anno" per le sue storie sui diritti dei bambini.

## Biografia

### I primi anni
Baatarsürėn ha frequentato la scuola secondaria Mustafa Kemal Atatürk (scuola pubblica n. 5), diplomandosi nel 1989. Ha continuato a studiare giornalismo all'Università statale di Irkutsk in Russia e poi ha proseguito gli studi post laurea presso l'Università Nazionale della Mongolia a Ulaanbaatar dove si è laureata nel 1995 con un master in giornalismo.
Ha iniziato a lavorare come giornalista nel 1995 occupandosi di legalità e criminalità presso il quotidiano statale Ардын эрх (I diritti delle persone). Nel 1996 ha vinto il premio "Giornalista dell'anno" per le sue storie sui diritti dei bambini. È diventata portavoce del governo del Partito Democratico sotto il Primo Ministro Mendsaikhan Enkhsaikhan nel 1997, e un anno dopo, nel 1998, è entrata a far parte del centro giornalistico "Anons" come direttrice. Dal 1999 al 2000 è stata direttrice esecutiva dell'Unione Mongola dei Giornalisti e nel 2001 è diventata redattrice del Алтан шар сонин (Golden Orange Newspaper). Durante il suo incarico presso Алтан шар сонин adotta lo pseudonimo Šüüdėrcėcėg su suggerimento del marito.

### Carriera
Baatarsürėn ha pubblicato il suo primo romanzo Хулан (Khulan) nel 2003. Sono seguiti diversi romanzi popolari, tra cui Шүрэн бугуйвч (Bracciale di corallo), Э-майлаар илгээсэн захиа сарнай (Rosa inviata per e-mail), Үйсэн дээрх бичээс (Iscrizione su legno), Чимээгүй хашгираан (Urla silenziose), Цасан нулимс (Lacrime di neve), Зургадугаар сарын цас (Neve di giugno), Сэтгэлийн анир (Pace spirituale) e altri romanzi. I suoi primi lavori trattavano principalmente i temi dell'identità nazionale e culturale mongola e delle lotte dei giovani che vivono nella Mongolia moderna.
Nel 2009, assieme a sua figlia Amina, ha tradotto in mongolo il Diario di Anna Frank (Анне Франкийн өдрийн тэмдэглэл). Nello stesso anno ha pubblicato Дэлхийн алдартай эмэгтэй зохиолчид, una raccolta di biografie su famose scrittrici .
Baatarsürėn si è poi dedicata alla scrittura di narrativa storica e nel 2010 ha pubblicato Домогт Ану хатан (La leggendaria regina Anu) sull'omonima regina mongola del Khanato degli Zungari del XVII secolo che guidò le truppe e morì nella battaglia di Jao Modo nel 1696. Il romanzo ha toccato temi che si trovano nei suoi primi lavori, quali l'importanza della famiglia, l'emancipazione delle donne e l'identità nazionale. È stato nominato "Libro nazionale dell'anno per la letteratura mongola", è stato adattato per il palcoscenico e rappresentato al National Academic Drama Theatre nel marzo 2011. Nel 2012 l'autrice, adattando il testo del romanzo, ha scritto la sceneggiatura, prodotto e diretto Queen Ahno - Spirit of a Warrior, conosciuto anche come Warrior Princess, che è diventato il film mongolo più costoso mai realizzato; uscito nel gennaio 2013, è diventato uno dei film di maggior incasso della Mongolia.
Nel 2015 ha pubblicato un altro romanzo storico, Үүлэн хээтэй орчлон (Mondo modellato dalle nuvole) ambientato durante la lotta per l'indipendenza della Mongolia all'inizio del XX secolo.

### Impegno umanitario
Baatarsürėn è molto attiva nella promozione delle questioni relative ai diritti umani, in particolare l'uguaglianza di genere in Mongolia. Nel 2008 il Comitato Organizzatore di Amnesty International Mongolia l'ha nominata "Attivista dell'anno per i diritti umani" per i suoi contributi all'uguaglianza di genere e ai diritti umani. Fa parte del Consiglio di amministrazione internazionale del Fondo MONES per le donne mongole ed è membro del gruppo femminile di Amnesty International. È stata attiva nel Movimento femminile per la pace nazionale che ha esercitato pressioni per i diritti delle donne nel parlamento della Mongolia, redigendo e sostenendo la legislazione sulla parità di genere. È un'attiva sostenitrice del Centro nazionale mongolo contro la violenza, che aiuta le ragazze e le donne vittime di violenza.
Molte delle opere di Baatarsürėn hanno evidenziato l'uguaglianza di genere e la parità di diritti per le donne. I diritti delle donne erano il tema centrale di 180 Degrees, un dramma televisivo che ha scritto e che è stato prodotto dalla sua società di produzione Shuuder Productions. Il 3 maggio 2008 ha tenuto una presentazione sul "Rinascimento del femminismo in Mongolia", in una serie di conferenze sponsorizzata da Amnesty International presso la Mongolian State University. Ha contribuito all'11Eleven Project, un documentario che promuove la comprensione interculturale in un mondo sempre più globalizzato e ha contribuito con diversi articoli sui diritti delle donne, i pregiudizi di genere e l'uguaglianza ai media mongoli e internazionali.

### Vita privata
Ha sposato il collega giornalista B. Boldhuât nel 1991. Insieme hanno tre figlie, Amina, Ankhilmaa e Anima.

## Opere

### Romanzi
- Hulan (in cirillico: Хулан?; 2003)
- Šürėn bugujvč (in cirillico: Шүрэн бугуйвч?, lett. "Braccialetto di corallo"; 2004)
- Čimėėgüj hašgiraan (in cirillico: Чимээгүй хашгираан?, lett. "Un grido silenzioso"; 2007)
- Sėtgėlijn anir (in cirillico: Сэтгэлийн анир?, lett. "Il silenzio dell'anima"; 2009)
- Domogt Anu hatan (in cirillico: Домогт Ану хатан?, lett. "La leggendaria regina Anu"; 2011)
- Suvdan daruulga (in cirillico: Сувдан даруулга?, lett. "Collana di perle"; 2011)
- Üülėn hėėtėj orčlon (in cirillico: Үүлэн хээтэй орчлон?, lett. "Un universo di nuvole"; 2015)
- Hotol cagaan günž (in cirillico: Хотол цагаан гүнж?, lett. "La principessa Khutulun"; 2017)
- Ulaan mogoj (in cirillico: Улаан могой?, lett. "Serpente rosso"; 2018)
- Hüilėn ogtorgujn zaadas (in cirillico: Хүйлэн огторгуйн заадас?, lett. "Detriti spaziali"; 2018)
- Uulsyn domog Hotulun (in cirillico: Уулсын домог Хотулун?, lett. "La leggenda del monte Hotulun"; 2019)
- Hagacašgüj (in cirillico: Хагацашгүй?, lett. "Inseparabile"; 2019)

### Film
- Warrior Princess (in cirillico: Ану хатан?, traslitterato: Anu hatan; 2012) - regista, sceneggiatrice e produttrice
- Princess Khutulun (in cirillico: Хотулун гүнж?, traslitterato: Hotulun günž; 2021) - regista, sceneggiatrice e produttrice